# 529 (szám)
Az 529 (római számmal: DXXIX) egy természetes szám, négyzetszám és félprím, a 23 négyzete.

## A szám a matematikában
A tízes számrendszerbeli 529-es a kettes számrendszerben 1000010001 (529 = 1 · 29 + 1 · 24 + 1 · 20), a nyolcas számrendszerben 1021 (529 = 1 · 83 + 2 · 81 + 1 · 80), a tizenhatos számrendszerben 211 (529 = 2 · 162 + 1 · 161 + 1 · 160) alakban írható fel.
Az 529 páratlan szám, összetett szám, azon belül négyzetszám és félprím, kanonikus alakban a 232 hatvánnyal, normálalakban az 5,29 · 102 szorzattal írható fel. Három osztója van a természetes számok halmazán, ezek növekvő sorrendben: 1, 23 és 529.
Az 529 négyzete 279 841, köbe 148 035 889, négyzetgyöke 23, köbgyöke 8,08758, reciproka 0,0018904. Az 529 egység sugarú kör kerülete 3323,80503 egység, területe 879 146,42977 területegység; az 529 egység sugarú gömb térfogata 620 091 281,8 térfogategység.